# Волшебник Изумрудного города. Дорога из жёлтого кирпича
«Волше́бник Изумру́дного го́рода. Дорога из жёлтого кирпича» — российский фэнтезийный фильм режиссёра Игоря Волошина, снятый по мотивам одноимённой сказки Александра Волкова. Премьера картины состоялась 1 января 2025 года. В главных ролях снялись Екатерина Червова, Юрий Колокольников, Евгений Чумак, Артур Ваха, Дмитрий Чеботарёв и Светлана Ходченкова. 
Фильм стал четвёртой самой кассовой лентой в истории проката России, заработав по итогам более двух недель в кинотеатрах 3,096 млрд рублей.

## Сюжет
В далёком городе живёт девочка Элли. Однажды злая колдунья Гингема, чтобы уничтожить человечество, наколдовала ураган, который унёс Элли и её собачку Тотошку в страну Жевунов. Чтобы вернуться домой, Элли вместе с друзьями — Страшилой, Железным Дровосеком и Трусливым Львом — отправляется по жёлтой кирпичной дороге в Изумрудный город на поиски волшебника Гудвина, который исполнит их заветные желания.

## В ролях
| Актёр                        | Роль                          |
| ---------------------------- | ----------------------------- |
| Екатерина Червова            | Элли                          |
| Денис Власенко (озвучивание) | Тотошка                       |
| Евгений Чумак                | Страшила                      |
| Юрий Колокольников           | Железный Дровосек             |
| Артур Ваха (озвучивание)     | Трусливый Лев                 |
| Светлана Ходченкова          | Бастинда                      |
| Василина Маковцева           | Гингема                       |
| Дмитрий Чеботарёв            | Урфин Джюс                    |
| Сергей Епишев                | Людоед                        |
| Яна Сексте (озвучивание)     | Королева полевых мышей Рамина |
| Егор Корешков                | отец Элли                     |
| Софья Лебедева               | мать Элли                     |
| Александра Богданова         | Виллина                       |

## Саундтрек
- Beats Bakery — Beautiful Morning
- Регина Панина — Ураган

## Производство и премьера

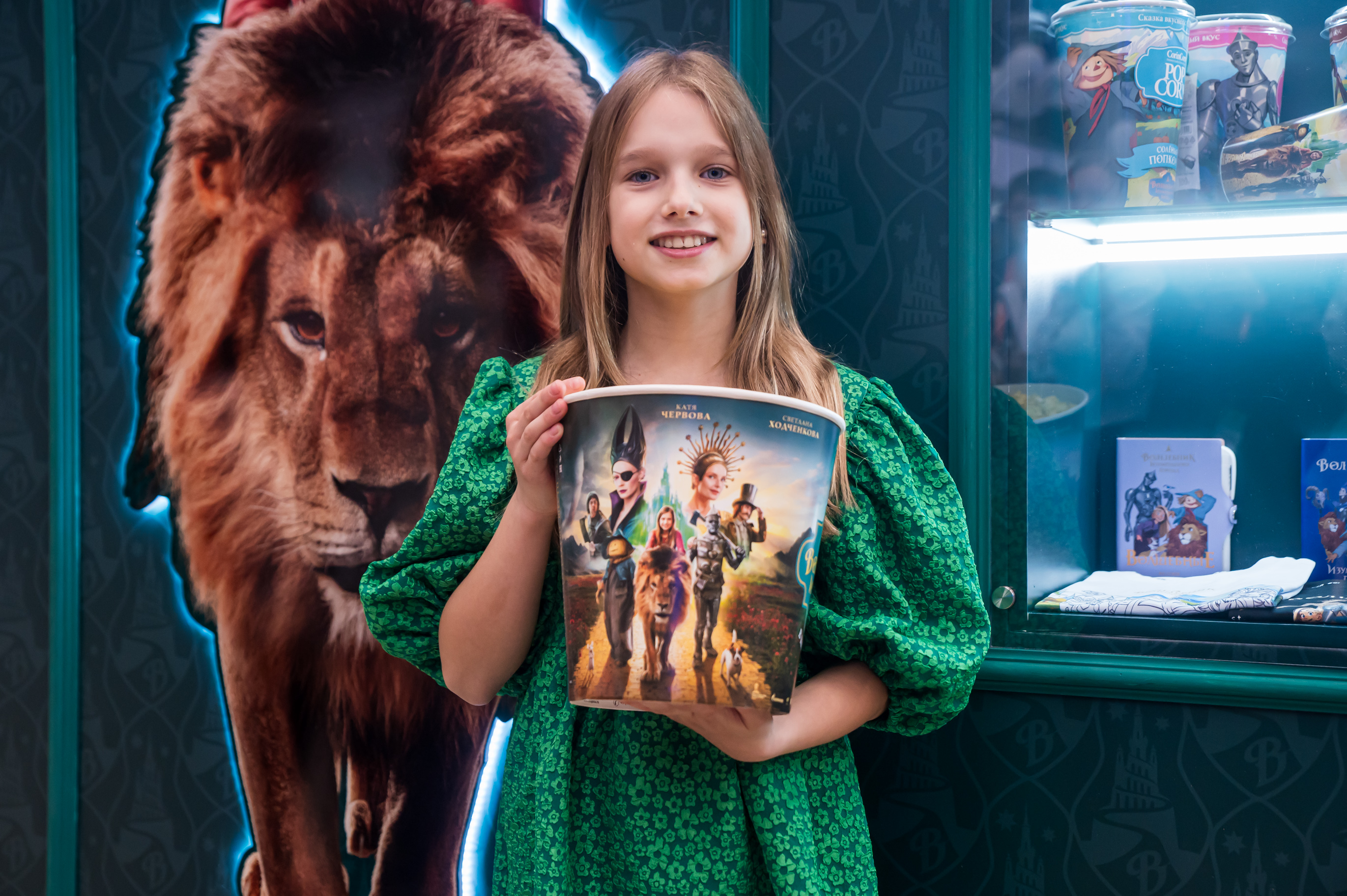
Екатерина Червова на «Контент Форум — 2024»

Планы создать новую экранизацию «Волшебника Изумрудного города» появились не позже апреля 2022 года, когда проект фильма был представлен российскому министру культуры. Режиссёром стал Игорь Волошин, производством занялась «Централ Партнершип» в партнёрстве с компанией «Кинослово» Петра Анурова. Проект получил государственное финансирование. Съёмки картины начались в июне 2023 года. Премьера была запланирована на 26 декабря 2024 года, позже её перенесли на 1 января 2025 года.

## Продолжение
Премьера второй части фильма под названием «Волшебник Изумрудного города. Великий и Ужасный» запланирована на 2027 год.

## Отзывы и оценки
Фильм получил неоднозначные отзывы в российской прессе. Его сдержанно похвалили авторы изданий «Кинопоиск» («Финал, сдобренный добротной батальной сценой на ветхом мосту, способен растрогать даже самую черствую публику»), Фильм.ру («Антидотом к бумерскому брюзжанию становится заразительная химия и органичное обаяние квартета друзей и Элли»), оценили скептически в изданиях «Коммерсантъ» («На экране сменяют друг друга красивые картинки, однако перемещаются герои от одной к другой совершенно механически»), «Мир фантастики» («Кино для не слишком придирчивых зрителей, которым будет достаточно красочной картинки и доброго посыла»), разгромили в изданиях «Газета.ru» («Фильм Волошина закономерно оказывается крайне скучным зрелищем. А что ещё хуже — невероятно душным») и «КГ-Портал» («Увлекательную и насыщенную приключениями детскую книгу умудрились отделать как бог летучую обезьяну»). В издании «Афиша» фильм сравнили с другой русской фэнтези-лентой, вышедшей в те же каникулы — «Финист. Первый богатырь», и сделали выбор в пользу «Финиста». И в положительных, и в отрицательных отзывах отмечали высокое качество спецэффектов, тот факт, что фильм рассчитан исключительно на детей, и нередко критиковали, что в картину вошла только первая половина сюжета книги. В зарубежный прокат фильм вышел уже с подписью «Part 1».
3 июля 2025 года известный российский блогер-кинокритик Евгений Баженов (BadComedian) выпустил видео «ПОСМОТРЕЛ ВСЕ СКАЗКИ», содержащее в том числе обзор на «Волшебник изумрудного города». 

## Награды и премии
- 2025 — Приз XХXI Международного кинофестиваля «Литература и кино» за лучший полнометражный игровой детско-юношеский фильм-экранизацию[21]